# Bajor-erdő
A Bajor-erdő (németül Bayerischer Wald) hegyvidék Németországban, az Ausztria, Németország és Csehország határán fekvő Šumava német része. A területe Bajorországon belül Alsó-Bajorországra és Felső-Pfalzra esik.

## Földrajz
Kb. 100 km hosszan fut az osztrák-német határtól északnyugati irányban, a Duna völgyétől, Passautól és Regensburgtól északra. Nyugaton a Cseh-erdőtől (avagy Felső-Pfalzi-erdőtől) a Cham–Furthi-völgy választja el. Legmagasabb pontja a Große Arber (1456 m).
Folyói a Regen, az Ilz és az Erlau, délen pedig a Duna halad át rajta.

### Földrajzi felépítés
Geológiailag a Cseh-masszívum része.

### Klíma
Általában a csapadékmennyiség egyenlő, de a Bajor-erdő kontinentális fekvése miatt alacsonyabb, mint például a Vogézeken vagy a Fekete-erdőn.
A levegő az összes területen rendkívül száraz; 35%-os páratartalom a gyakori. Az átlaghőmérséklet értékét nagyban befolyásolja a keleti szél. Különösen a magas fekvésű területeken, ahogy késő tavasszal és ősszel, ugyanúgy nyáron is érezhető a hűvös. Az éjszakai fagy nem ritkaság.

## Természetvédelem
Itt található a Bajor-erdő Nemzeti Park, Németország első nemzeti parkja.

## Közlekedés
Megközelíthető Plattling felől vonattal a Plattling–Bayerisch Eisenstein-vasútvonalon. A terület vasúti személyszállításáért a Länderbahn felelős.